# Synchronuhr
Eine Synchronuhr ist eine Uhr, die für den Antrieb ihres Werkes statt eines Energiespeichers (Uhrgewicht oder Feder) und einer Hemmung (Pendel oder Unruh) das elektrische Wechselstromnetz verwendet und dabei ihre Zeitbasis anstelle einer klassischen mechanischen Hemmung aus der Netzfrequenz ableitet. Ihr Name ergibt sich aus dem Umstand, dass sie synchron zu dieser Frequenz läuft. Durch diese Abhängigkeit kommt es bei Abweichungen der Netzfrequenz von ihrem Nennwert zu Gangabweichungen, die aber im Verbundnetz kaum mehr als 20 Sekunden überschreiten, auch langfristig über Jahre. Neben Stromausfall kann eine längerfristige Störung im europäischen Verbundsystem zum Problem werden. Auch bei dieser wird die Abweichung wieder zurückgefahren.
Die Blütezeit der mechanischen Synchronuhren erstreckte sich von den 1960er bis zu den frühen 1980er Jahren. Mit der Einführung elektronischer Quarzuhren haben mechanische Synchronuhren mehr und mehr an Bedeutung verloren, finden jedoch unter anderem noch in Zeitschaltuhren Verwendung. Als elektronische Geräte finden sich Synchronuhren in vielen Radioweckern oder Küchengeräten wie Backöfen und Mikrowellenherden.

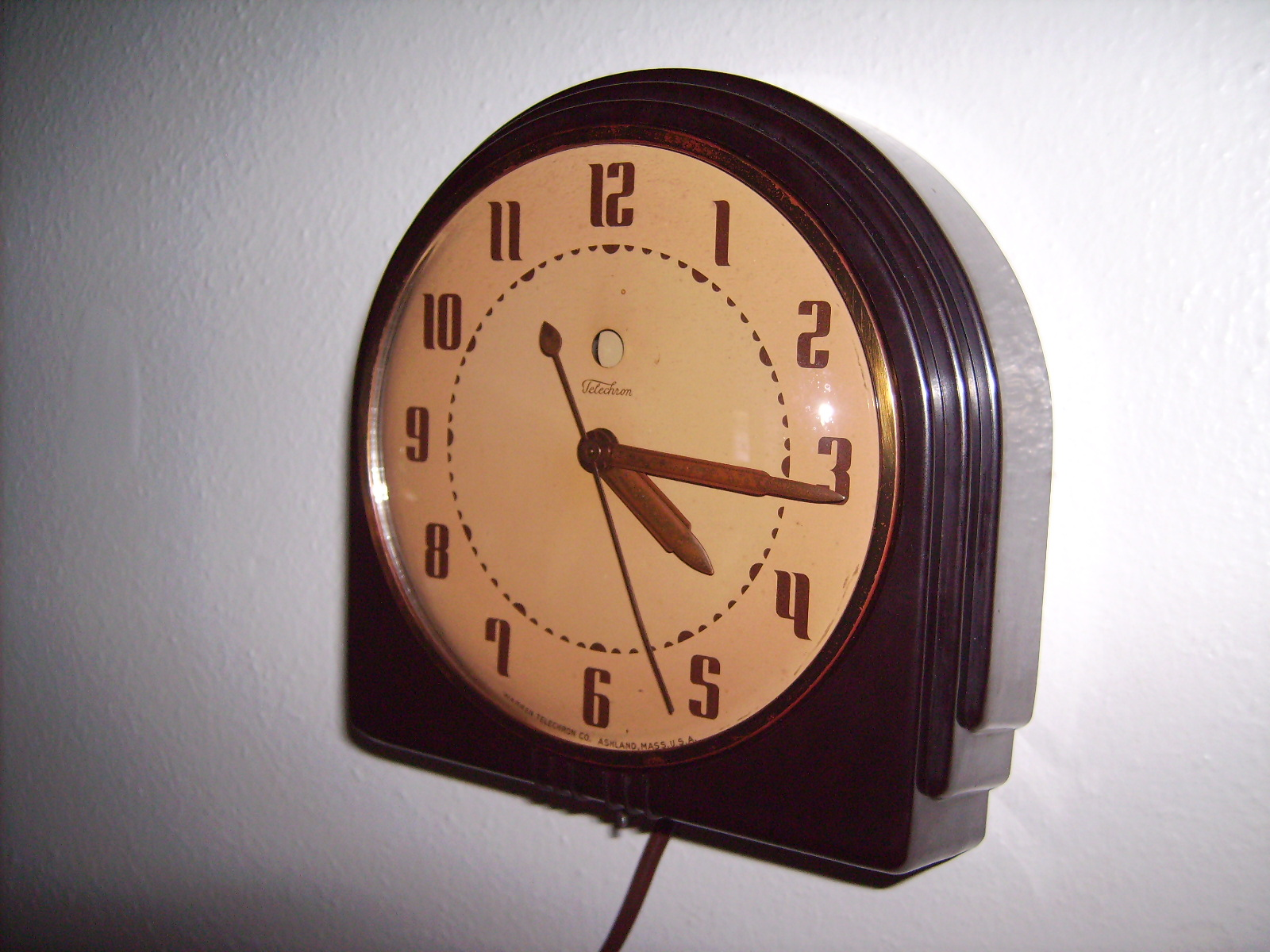
Synchronuhr (um 1940)

## Aufbau und Besonderheiten

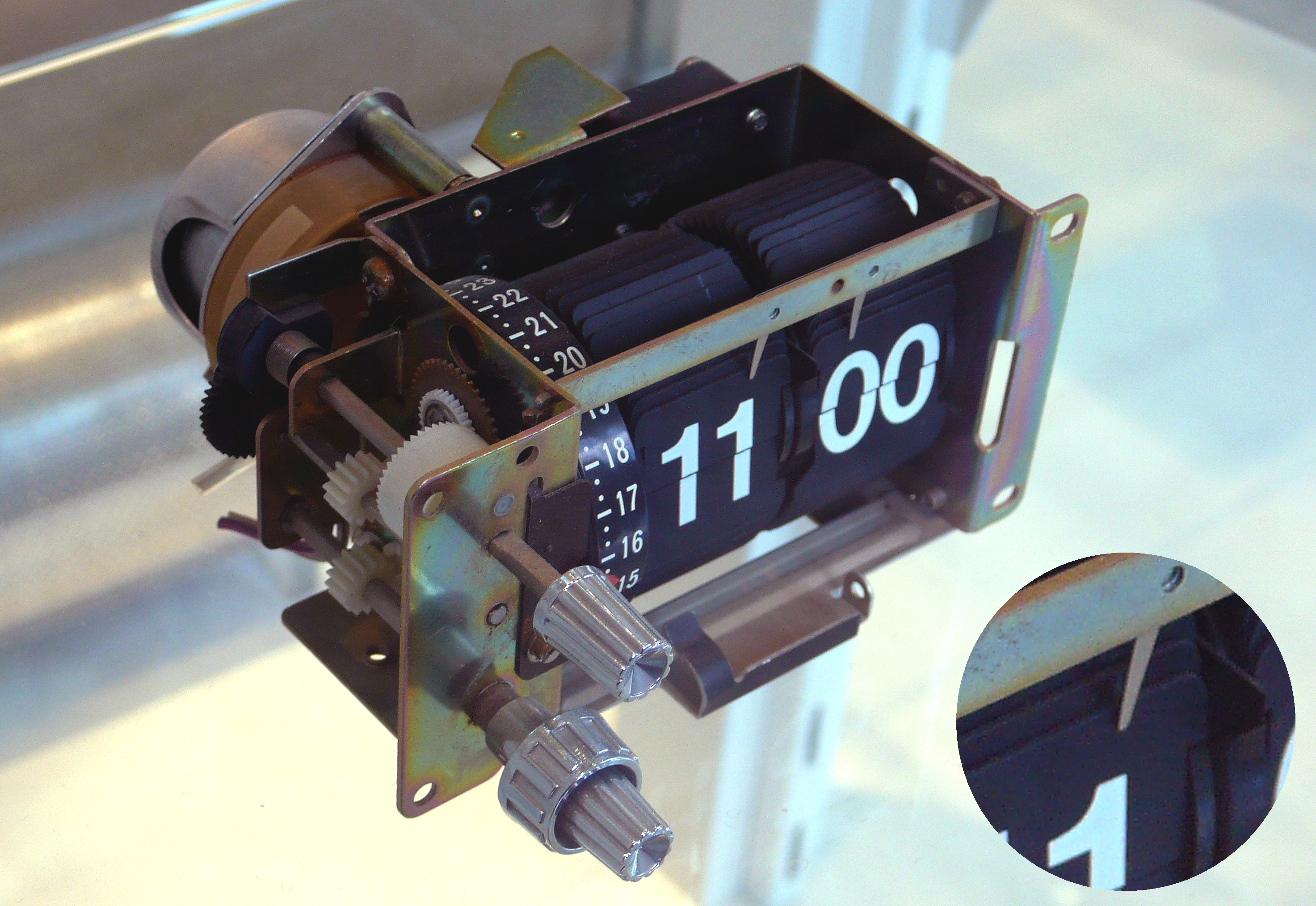
Synchronuhrwerk mit Fallblattanzeige. Links hinten der Synchronmotor

Für ein mechanisches Uhrwerk sind eine Antriebsquelle und eine Hemmung erforderlich. Beim Synchronuhrwerk sind diese beiden Bauteile durch einen Einphasen-Synchronmotor ersetzt. Dieser treibt das Räderwerk der Uhr an und nutzt so die Netzfrequenz des Wechselstromnetzes von 50 Hz oder 60 Hz als Zeitbasis. Als Anzeige der Uhrzeit dienen bevorzugt Zeiger vor einer Skale. In manchen Fällen wird die Uhrzeit auch über eine Fallblattanzeige dargestellt.
Das Räderwerk eines Synchronuhrwerkes ähnelt daher dem Werk einer vollmechanischen Uhr: Messingplatinen tragen Messingräder mit Stahlwellen; nur die Schwingungserzeugung wird ersetzt. Da die ersten Synchronmotoren nicht von selbst anlaufen konnten, besaßen frühe Synchronuhrwerke häufig eine Starteinrichtung in Form eines selbstrückstellenden Hebels. Nach Anschluss an das Stromnetz sowie nach Netzausfall musste dieser Hebel betätigt werden, um den Synchronmotor anzuwerfen.
Elektronische netzsynchrone Uhren verwenden vielfach Ziffernanzeigen mittels Flüssigkristallbildschirmen (LCD) oder Leuchtdioden (LED). Die eingebaute Uhrenschaltung besteht im Wesentlichen aus einem Zählbaustein, der die Netzfrequenz über Frequenzteiler auf 1 Hz heruntergeteilt und die Zeitanzeige impulsweise weiterschaltet. Um bei einem Stromausfall die Uhrzeit nicht zu verlieren, sind manche digitale Synchronuhren zusätzlich mit einer Batterie und einem Quarzuhrwerk ausgestattet.

### Mauthe-Synchronuhr mit Gangreserve

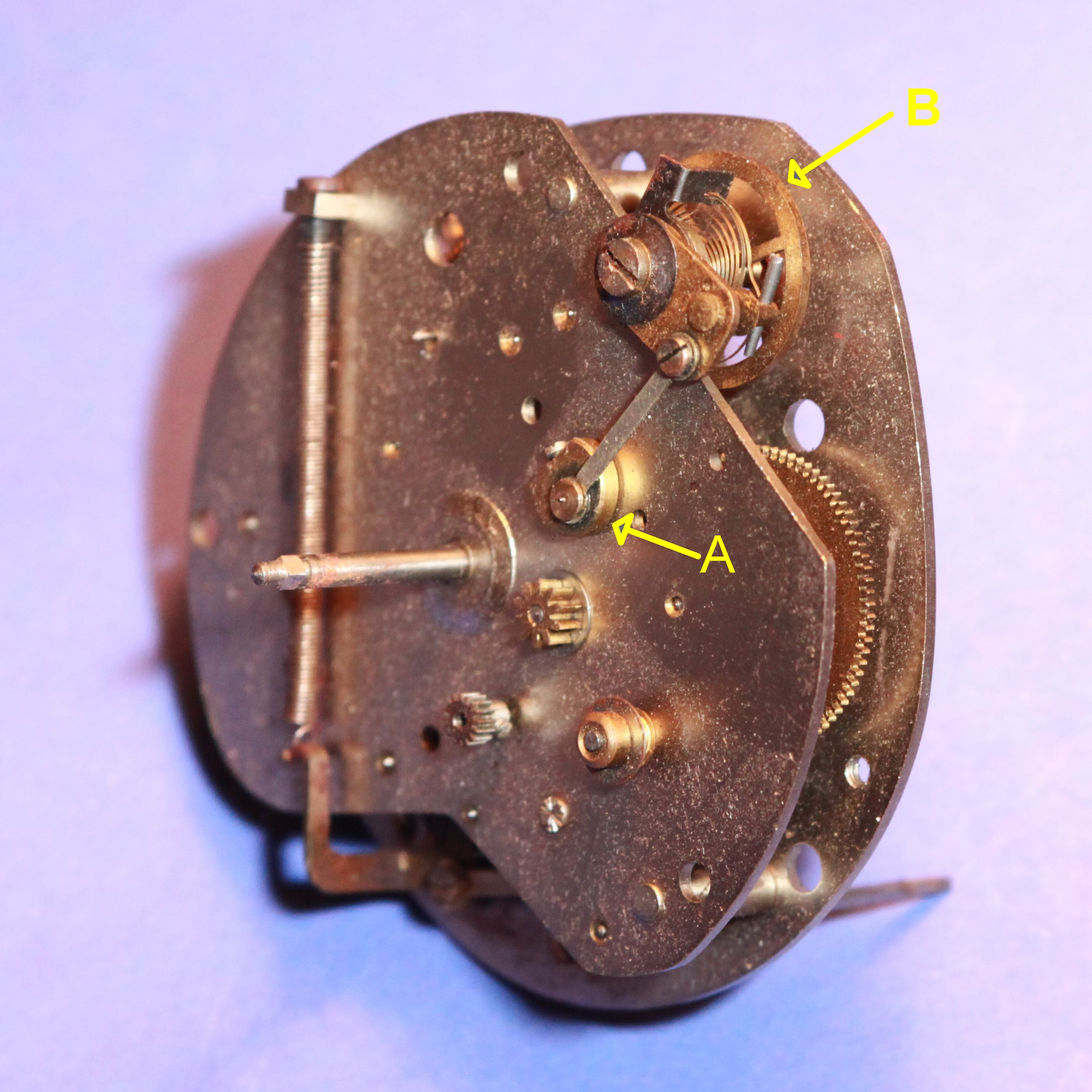
Synchronwerk mit Gangreserve. Die Unruh B wird durch einen Exzenter A über den Synchronmotor zu einer zeitstabilen Schwingung angeregt.

Die Tatsache, dass ein Synchronuhrwerk bei Netzausfall stehen bleibt und die Synchronuhr dadurch (möglicherweise unbemerkt) nachgeht, auf jeden Fall aber eines Eingriffs zum Stellen bedarf, führte zur Entwicklung eines Synchronwerkes mit Gangreserve.
Dies wurde dadurch erreicht, dass ein konventionelles Uhrwerk mit Unruh und Federwerk aufgebaut wurde. Der Aufzug des Werkes geschah dabei jedoch kontinuierlich durch einen Synchronmotor. Dieser betrieb gleichzeitig einen Exzenter (Pfeil A auf der Abbildung), der mit der Unruhspirale (Pfeil B auf der Abbildung) verbunden war. Dadurch wurde die Unruh zu einer erzwungenen Schwingung angeregt, und ihre Frequenz war fest mit der Netzfrequenz gekoppelt.
Bei Netzausfall schwang die Unruh auf konventionelle Weise über die Hemmung vom Federwerk angetrieben weiter, und die Uhr hatte damit während dieser Zeit die Genauigkeit einer konventionellen mechanischen Uhr.
Dieses Uhrwerk konnte mehrere Stunden Stromausfall ohne nennenswerte Gangabweichung überbrücken und vermied damit einen wesentlichen Nachteil der Synchronuhren, ohne auf die Vorteile langfristiger Genauigkeit und Wegfalls des Aufziehens zu verzichten. Diese Uhren konnten damit jahrelang ohne jede Wartung betrieben werden – ein Vorteil insbesondere an schlecht erreichbaren (hohen) Orten wie beispielsweise der Wand eines großen Büros oder einer Produktionshalle.

## Vor- und Nachteile
Mechanische Synchronuhrwerke besitzen eine Reihe von Vorteilen gegenüber anderen mechanischen Uhren:
- Kompaktere Bauweise
- Höheres Antriebsmoment, sodass auch große Zeiger montiert werden können
- Betrieb in beliebiger Lage möglich
- Keine Notwendigkeit, die Uhr aufzuziehen und nachzustellen
- Langfristig hohe Ganggenauigkeit
- Vor Einführung der Sommerzeit, also in der Blütezeit der Synchronuhren, über Jahre Betrieb ohne Eingriff möglich (sofern die Stromversorgung niemals unterbrochen ist).

Demgegenüber stehen als Nachteile:
- Notwendigkeit eines Anschlusses an das Stromnetz, mit Kosten und Einschränkungen bei der Platzwahl
- Sicherheitsaspekte durch spannungsführende Elemente im Innern, die den Aufbau der gesamten Uhr teurer machen
- Bei mechanischen Synchronuhren der Energiebedarf für den mechanischen Antrieb, da der Motor bei größeren Uhren mit typisch 2 bis 3 W Leistungsaufnahme durchgängig betrieben wird. Bei mechanischen Zeitschaltuhren mit Synchronantrieb liegt der Leistungsbedarf unter 100 mW.
- Nach Unterbrechung der Spannungsversorgung gehen Uhren ohne Gangreserve nach.

## Anwendungsbereich

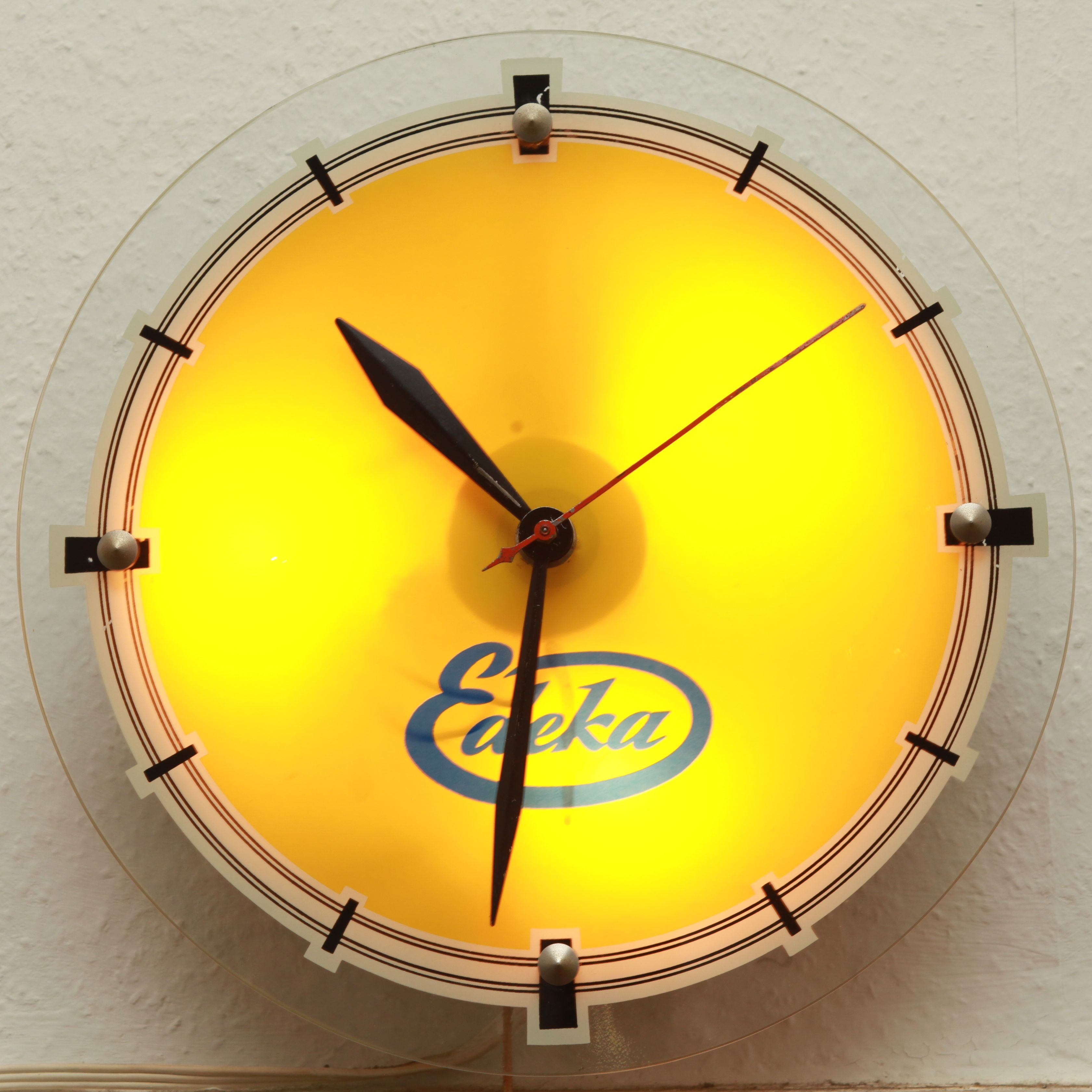
Synchronuhr als Werbemittel

Früher wurden Synchronuhren gern als Werbemittel eingesetzt. Sie wurden in einem Geschäft oder Restaurant an geeigneter Stelle fest installiert und waren häufig mit einer Beleuchtung hinter dem (mit Werbung versehenen) Zifferblatt versehen. Die Uhren brauchten weder aufgezogen noch nachgestellt zu werden. Dies machte die synchronen Großuhren als Werbeträger in einer Zeit attraktiv, als die wenigsten Menschen eine zuverlässige Armband- bzw. Taschenuhr besaßen.
Synchronuhren können mit Zeitschaltern kombiniert werden, da sie eine hohe Antriebsleistung bzw. ein hohes Drehmoment besitzen. Mit geringerer Auflösung bei längerer Dauer für einen Umlauf gibt es sie als Tages- und Wochen-Zeitschaltuhren. Sie haben oft die Form von Zwischensteckern.
Weitere Anwendungen des Synchronantriebes waren mechanische Schaltwerke von Waschmaschinen, Geschirrspülern und Mikrowellenherden. Der Synchronantrieb wird hier wegen seines hohen Antriebsmomentes und seiner Drehzahlkonstanz unabhängig von der Belastung eingesetzt.

## Ganggenauigkeit
Die hohe mittlere Ganggenauigkeit beruht darauf, dass das Zeitnormal der Synchronuhr die Netzfrequenz ist und diese im europäischen Verbundsystem durch Vergleich mit der koordinierten Weltzeit (UTC) im Mittel auf 50,00 Hz stabil gehalten wird. Es kommt zwar laufend zu Schwankungen der Netzfrequenz, sodass über kurze Zeiträume die Ganggenauigkeit nicht vollständig möglich ist; über längere Zeiträume werden Abweichungen jedoch mithilfe der Quartärregelung wieder kompensiert. Diese setzt ein, sobald die Abweichung der Synchronuhren im Verbundnetz +20 oder −20 Sekunden überschreitet. In diesem schmalen Bereich wird die Abweichung gehalten, auch langfristig über Jahre, indem ein Rückstand wegen zeitweilig zu niedriger Frequenz mittels zeitweilig zu hoher Frequenz aufgeholt wird. Damit sind mit Synchronuhren kleinere Gangabweichungen als mit Quarzuhren erreichbar, zumindest langfristig, da sich in Quarzuhren die Abweichung ohne äußeren Eingriff akkumuliert. Im europäischen Verbundnetz erfasst Swissgrid die laufenden Abweichungen der Netzfrequenz und koordiniert die Korrekturen der Nennwerte im Rahmen der Quartärregelung. Lediglich bei Netzüberlastung mit längerfristig zu niedriger Netzfrequenz kann sich eine deutliche Gangabweichung ansammeln, wie im 1. Quartal 2018 mit 6 Minuten in Folge von Auseinandersetzungen zwischen einzelnen Netzbetreibern. Diese bisher in ähnlicher Weise noch nie aufgetretene Abweichung in der Netzzeit wurde danach bis Anfang April 2018 kompensiert. Die aktuelle Netzzeitabweichung ist unter einsehbar.
Nur in Blick auf die kurzfristige Gangungenauigkeit (Schwankungen im Unter-Minuten-Bereich) und den Informationsverlust nach einem Stromausfall ist die Synchronuhr der Funkuhr unterlegen. Soweit elektronische Synchronuhren die Umstellung Winter-/Sommerzeit selber vornehmen, sind sie in diesem Punkte der Funkuhr ebenbürtig.
War eine Quartärregelung im Stromnetz nicht vorhanden, wie es vor 1991 auf dem Gebiet der DDR sowie im gesamten Ostblock der Fall war, wiesen Synchronuhren erhebliche Gangabweichungen auf, sodass sie kaum einsetzbar waren. Das führte auch dazu, dass beispielsweise nach der Wende West-Berliner Synchronuhren falsch gingen, da das Netz in das Versorgungssystem von Berlin-Ost eingegliedert wurde. Erst durch die Umstrukturierung zwei Jahre später war in Berlin und Ostdeutschland die mittlere Netzfrequenz stabil bei 50 Hz – ganz Deutschland war nun in das westeuropäische Energieversorgungssystem eingebunden.

## Ende der Synchronuhren als Wanduhren
Ab Beginn der 1980er Jahre wurden Quarzuhren immer preiswerter verfügbar. Sie haben ebenfalls eine hohe Ganggenauigkeit (relative Frequenzabweichung typisch < 10−5) und können batteriegespeist über Jahre ohne Wartung arbeiten. Das Fehlen von Netzspannung führenden Bauteilen macht den Aufbau preisgünstig, der Platz für die Uhr kann ohne Rücksicht auf Anschluss an das Stromnetz frei gewählt werden, Installationsaufwand entfällt, ein Nagel in der Wand reicht. Bei Netzausfall entsteht zudem keine Gangabweichung; diese kann nur durch entleerte Batterien entstehen, was aber durch den stehen gebliebenen Sekundenzeiger schnell bemerkt wird.
Gegen diese Vorteile konnte sich die Synchronuhr selbst im Bereich der Werbeuhren nicht mehr behaupten und verschwand mehr und mehr. Lediglich wo hohe Antriebskräfte für große Zeiger gefordert sind, werden vereinzelt noch von einem Synchronmotor angetriebene Uhrwerke verwendet.
Die Wanduhr mit Synchronmotor lässt sich meist dadurch identifizieren, dass sich der Sekundenzeiger kontinuierlich, also ohne springende Sekunde, dreht. Bei Wanduhren mit Uhrenquarz wird durch den Lavet-Schrittmotor dieser Zeiger schrittweise gestellt.